# 背篼
背篼是中国贵州省贵阳市一种特有的职业，背篼原指用竹子、藤条编制的肩筐，1980年代后成为替人搬運物品的工人的称谓。
这是一种用劳动力赚钱的职业，和重庆的“棒棒”一样。“背篼”是贵阳的特色，主要是来自省内或附近省贫困的农村的进城务工却又找不到工作的人员。“背篼”多为青壮年男性，由于教育程度低，不得不靠出卖苦力为生。但是其中也有少数是少年、老人和妇女，他们更是这一弱势群体中更为弱势的一部分。

## 外部連結
- 背篼 （页面存档备份，存于）